# Sipalocyon
Sipalocyon is een uitgestorven buideldierachtige uit de familie Hathliacynidae van de Sparassodonta. Het was een carnivoor die tijdens het Mioceen in Zuid-Amerika leefde. 

## Fossiele vondsten
Fossielen van Sipalocyon zijn met name bekend uit de Santa Cruz-formatie in Argentinië. Op basis van vondsten in de afzettingen van deze formatie, die 18 tot 16 miljoen jaar oud zijn, zijn de typesoort S. gracilis en S. obusta beschreven. S. gracilis is daarnaast bekend uit de Río Frias-formatie in Chili, die net als de Santa Cruz-formatie uit de South American Land Mammal Age Santacrucian dateert. S. externus is beschreven op basis van fossiel materiaal uit de Sarmiento-formatie van Gran Barranca in Argentinië, die uit de South American Land Mammal Age Colhuehuapian dateert. In de Yahuarango-formatie in Peru, 17 miljoen jaar geleden afgezet. is een fossiele tand gevonden die niet tot op soortniveau beschreven konden worden.

## Kenmerken
Sipalocyon had met een geschat gewicht van ongeveer twee kilogram het formaat van een hedendaagse buidelmarter. Het was een zoolganger met aanpassingen om te klimmen, zoals een mobiele duim. Kleine buideldieren waren vermoedelijk de voornaamste prooidieren.